# 沼垂西
沼垂西（ぬったりにし）は、新潟県新潟市中央区の町字。現行行政地名は沼垂西一丁目から沼垂西三丁目。住居表示実施済み区域。郵便番号は950-0076。

## 概要
1968年（昭和43年）から、現在まである新潟市中央区の町名。

### 隣接する町字
北から東回り順に、以下の町字と隣接する。
- 沼垂東
- 蒲原町
- 天明町
- 三和町
- 万代島

## 世帯数と人口
2018年（平成30年）1月31日現在の世帯数と人口は以下の通りである。
| 丁目         | 世帯数  | 人口    |
| ------------ | ------- | ------- |
| 沼垂西一丁目 | 358世帯 | 619人   |
| 沼垂西二丁目 | 162世帯 | 331人   |
| 沼垂西三丁目 | 178世帯 | 320人   |
| 計           | 698世帯 | 1,270人 |

## 歴史

### 年表
- 1968年（昭和43年） : 沼垂から分立。
- 2007年（平成19年）4月1日 : 新潟市の政令指定都市移行により、中央区の町丁となる。

## 小・中学校の学区
市立小・中学校に通う場合、学区は以下の通りとなる。
| 丁目         | 番地 | 小学校                 | 中学校             |
| ------------ | ---- | ---------------------- | ------------------ |
| 沼垂西一丁目 | 全域 | 新潟市立万代長嶺小学校 | 新潟市立宮浦中学校 |
| 沼垂西二丁目 | 全域 | 新潟市立万代長嶺小学校 | 新潟市立宮浦中学校 |
| 沼垂西三丁目 | 全域 | 新潟市立万代長嶺小学校 | 新潟市立宮浦中学校 |

## 交通

### 道路
国道
- 国道113号（東港線）

### バス
新潟交通路線バス
- E1 臨港線
  - 東地区総合庁舎前